# Ralph Baer
Ralph Baer (n. 8 martie 1922 - d. 6 decembrie 2014) a fost un pionier german-american în jocuri video, inventator și inginer, cunoscut ca „Părintele jocurilor video”, care a adus multe contribuții joucrilor și industriei jocurilor video. În 2006 a primit Medalia Națională pentru Tehnologie  pentru inventarea consolei de jocuri. 

## Invenții

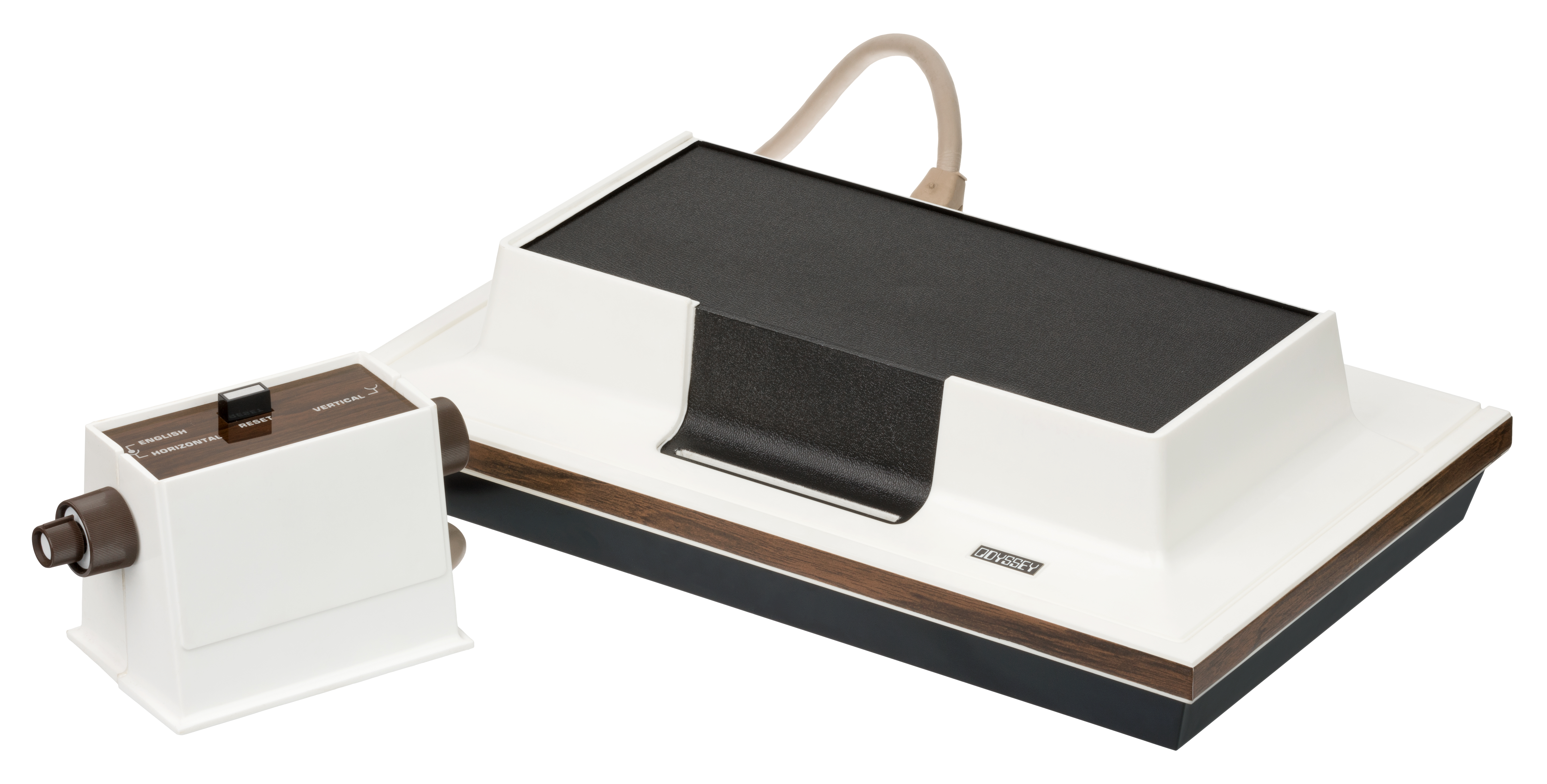
Baer a creat Magnavox Odyssey, prima consolă de jocuri video.

Baer a început în 1966 să lucreze la consola de jocuri video „Brown Box” română Cutia maro, dar și la alte prototipuri, pentru compania de electronice Sanders Associates din Nashua, New Hampshire (în prezent parte a BAE Systems). În 1971, el a licențiat consola celor de la Magnavox, și după ce a fost redenumită Magnavox Odyssey, a fost lansată spre vânzare în 1972.
În 1967, Baer a creat un joc gen ping-pong pentru consolă care semăna cu Tennis for Two (și cu viitorul joc arcade Pong). A lucrat cu Magnavox. În 1968 a patentat o versiune a unei console de jocuri numită Television Gaming and Training Apparatus. A creat în 1972 prima consolă, numită Magnavox Odyssey. Baer a creat și primul joc cu pistol optic, considerat și primul joc apărut pentru o consolă destinată uzului casnic, având mai multe mini-jocuri numite colectiv Shooting Gallery. Pistolul însuși a fost primul accesoriu pentru o consolă de jocuri video.
Între anii 1978 și 1979 a mai creat, alături de alți programatori, jocuri electronice populare  precum Simon și „Super Simon”.

## Legături externe
- Ralph Baer Consultants
- Patentele americane ale lui Ralph Baer
- Informații despre cartea lui Ralph Baer, Videogames: In The Beginning